# Egid Verhelst (I)
Egid Verhelst I ook wel Egidus, Aegidus en Verelst of omschreven als Egid Verhelst de oudere. (Antwerpen, 13 december 1696 - Augsburg 19 april 1749) was een Zuid-Nederlands beeldhouwer. Met zijn activiteiten in Beieren leverde hij een bijdrage aan de Duitse beeldhouwkunst. Zijn cherubijnen werden tientallen jaren als model gebruikt door stucwerkers van de Wessobrunner School. Hij wordt beschouwd als een vertegenwoordiger van de barok en rococo

## Biografie
Verhelst stamde uit een Antwerpse familie van beeldhouwers en raamlijst snijders. In eerste instantie ging hij in de leer bij zijn vader maar in 1714 vertrok hij vermoedelijk naar Parijs waar hij ging werken in het atelier van landgenoot Guillielmus de Grof. Grof vertrok in 1716 naar München om te werken aan het hof van huis Wittelsbach. Twee jaar later, in 1716, kwam ook Verhelst naar München om wederom een aantal jaren in zijn atelier te komen werken. Verhelst sloot zich aan bij een kring van hofkunstenaars, in 1724 werd hij hofbeeldhouwer voor de hertog Johan Theodoor van Beieren.
Op 19 november 1724 trouwde hij in München met Maria Benedicta Hagn, zij kregen samen meerdere kinderen waarvan er vijf ook kunstenaars werden, Ignaz, Placidus, Egid II en Alois. Met name zijn zoon Egid (de jongere) zou uitgroeien tot een bekende kopergraveur. 
In 1738 werd hij burger van Augsburg waar hij werkte zonder gilde en werkte hij voor diverse opdrachtgevers in heel Zuid-Duitsland. Vanaf 1743 tot aan zijn overlijden in 1749 werkte hij aan het hof van de Abdij van Kempten.

## Galerij

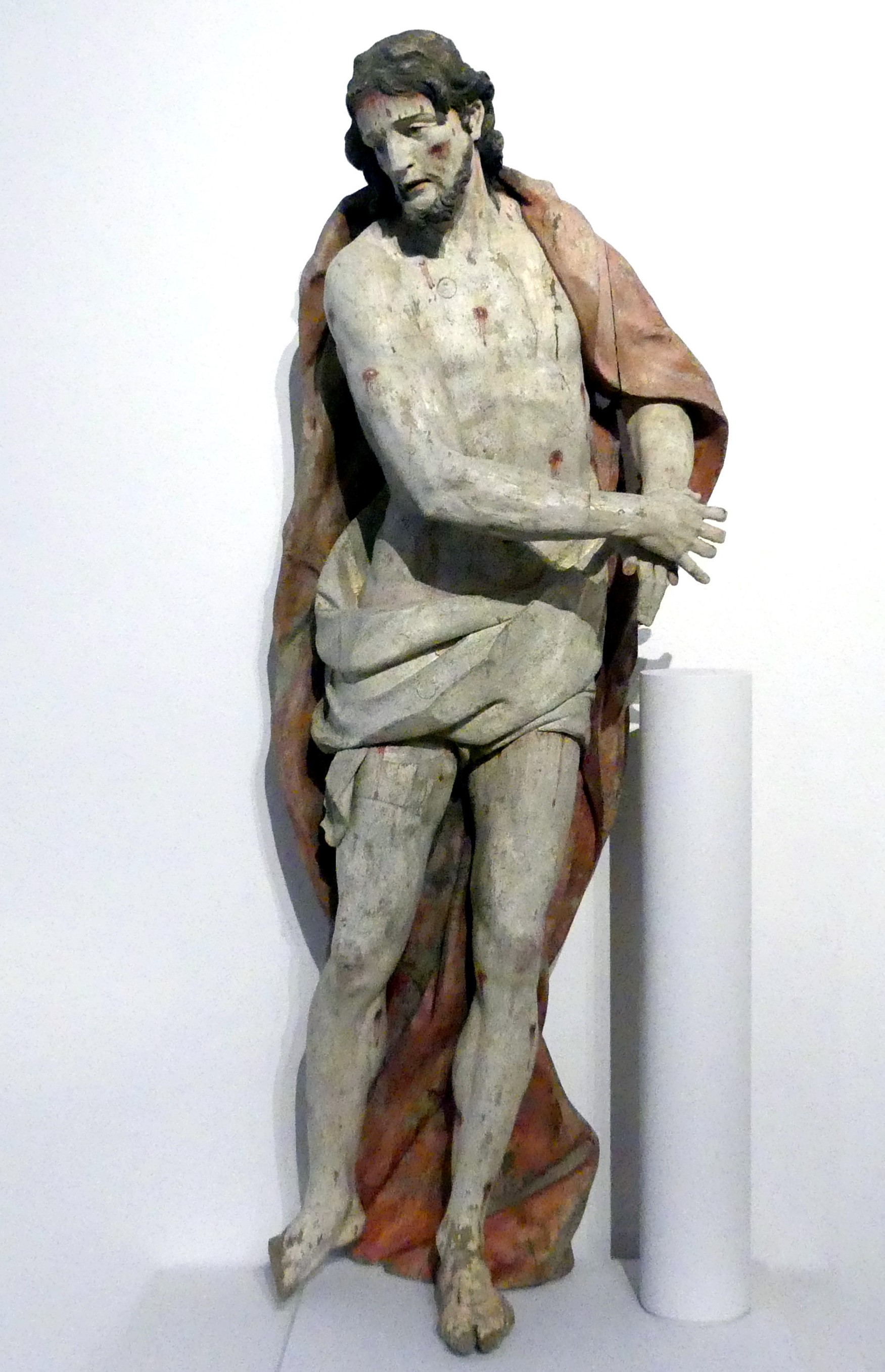
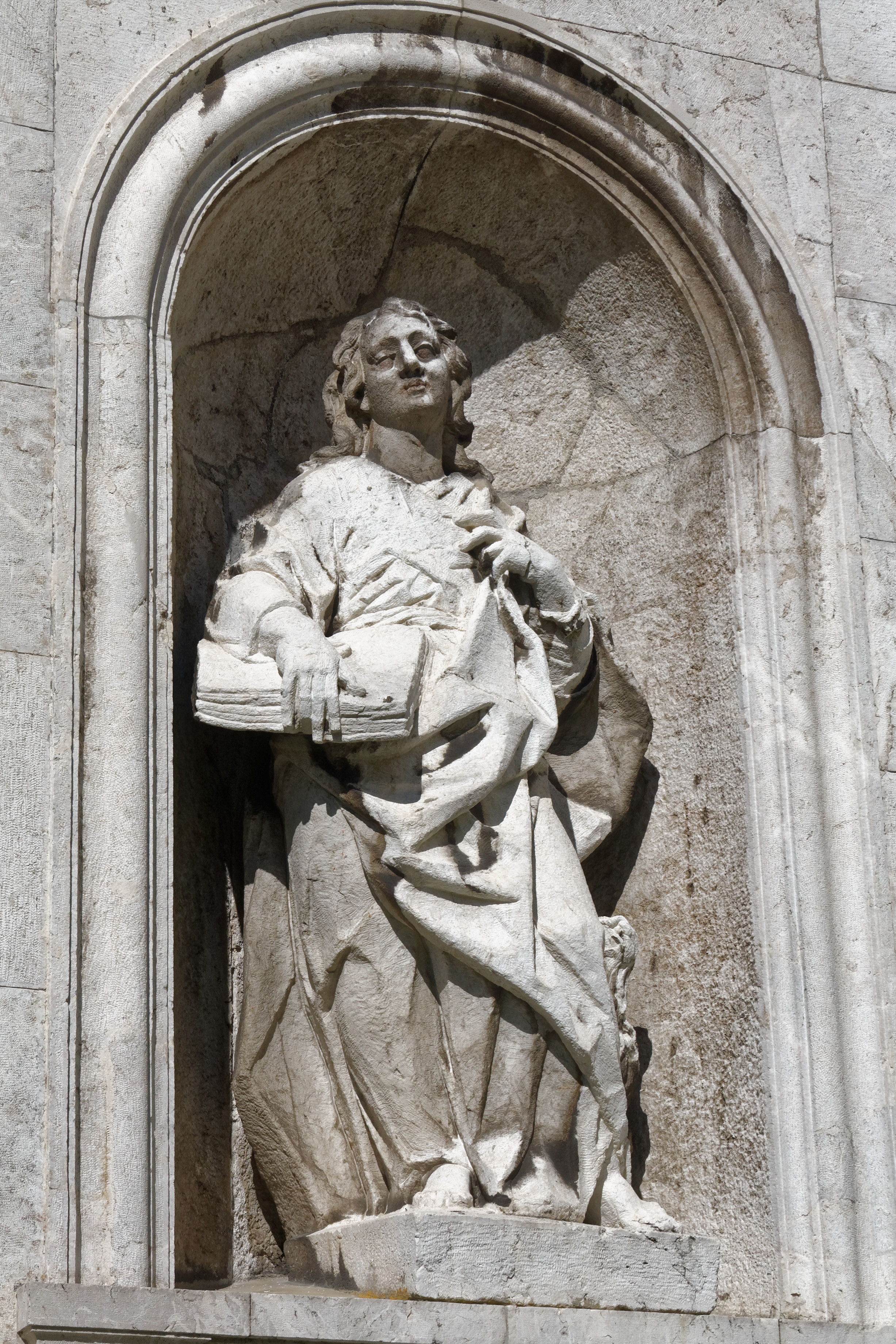
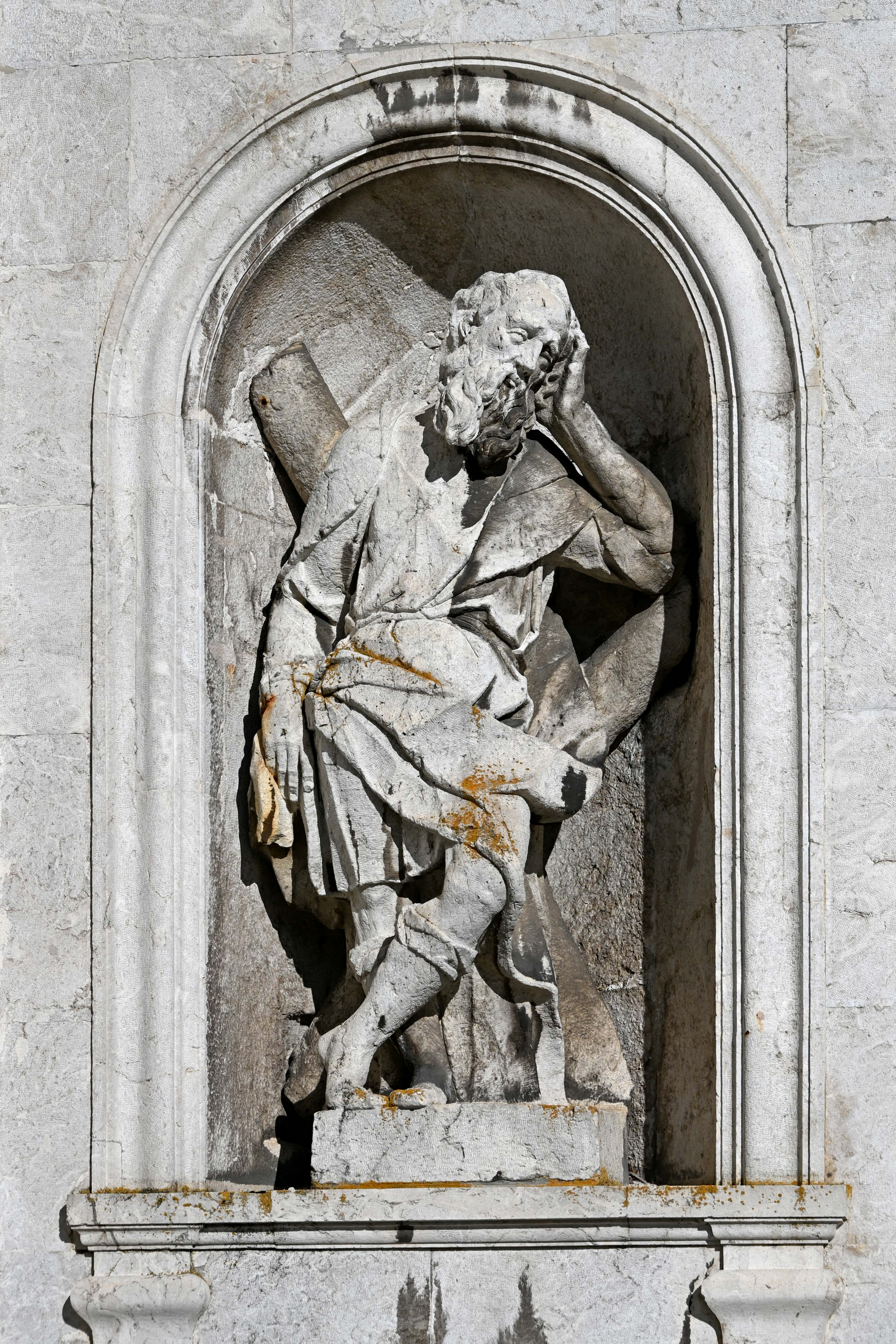
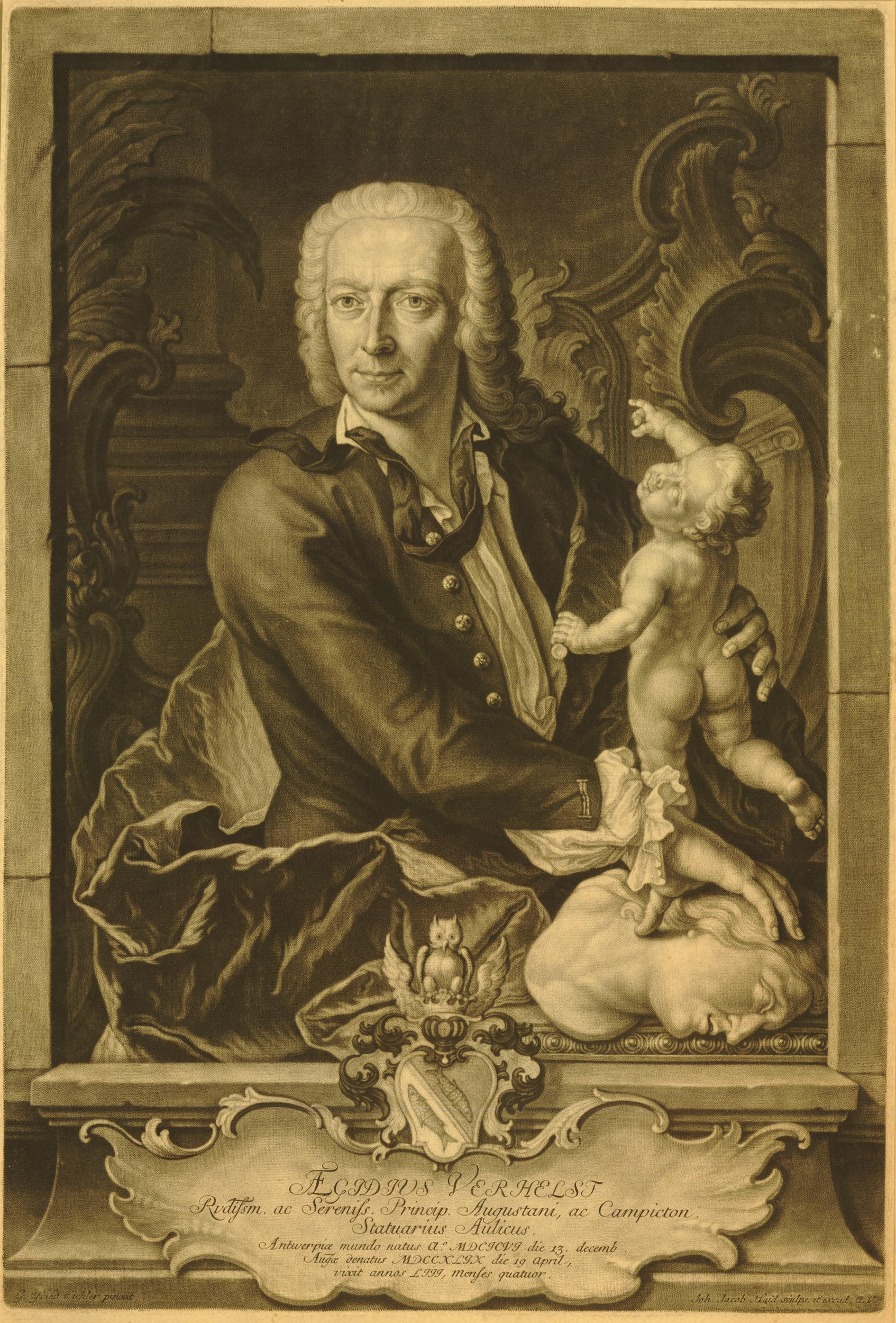
Egid Verhelst door Johann Jacob Haid

- Bibliothèque nationale de France: cb122442991 (data)
- Biografisch Portaal: 45745095
- Gemeinsame Normdatei: 118804197
- International Standard Name Identifier: 0000 0000 6674 8629
- Library of Congress Control Number: n85295298
- Nederlandse Thesaurus van Auteursnamen: 072799188
- RKD-Nederlands Instituut voor Kunstgeschiedenis: 101761
- Système universitaire de documentation: 031177050
- Union List of Artist Names: 500057228
- Virtual International Authority File: 8184057
- WorldCat: E39PBJwddpKr7H9x36gppBMwYP